# 向天山
向天山，是台灣台北市北投區大屯里與新北市淡水區水源里、樹興里交界處的一座山峰，位於陽明山國家公園範圍內，標高947公尺。向天山南側為貴子坑溪源流區，北側為公司田溪支流楓樹湖溪的左支流源流區。

## 登山步道
向天山位於面天山步道主線（二子坪遊憩區—興福寮登山口）上，介於面天山與向天池之間。該步道主線的中間路段是陽明山東西大縱走（陽明山十連峰）的一部分。步道主線全程約4公里。
向天山山頂立有「動」字拓印柱，與十連峰的其他山頭拓印柱刻字共同組成一句「陽明山東西大縱走活動」。